# Grato di Cartagine
Grato (Cartagine, IV secolo – ...) è stato vescovo di Cartagine verso la metà del IV secolo.

## Biografia
Scarne sono le informazioni sulla vita del vescovo Grato, storicamente documentato in due occasioni.
Fu tra i partecipanti al concilio di Sardica, celebrato in un'epoca imprecisata tra l'autunno del 343 e la Pasqua del 344. È lo stesso Grato a ricordare questo concilio nella prolusione al sinodo celebrato a Cartagine nel 345/348. Secondo Atanasio di Alessandria, Grato fu uno dei firmatari della lettera dei vescovi occidentali sulla fede nicena contro Ario. Secondo la testimonianza di Osio di Cordova, durante il concilio di Sardica Grato si oppose all'abitudine di alcuni vescovi di risiedere alla corte imperiale di Costantinopoli, cosa che gli valse la critica di alcuni vescovi africani.
In secondo luogo, Grato presiedette il concilio della Chiesa d'Africa riunito a Cartagine in epoca imprecisata tra il 345 e il 348. Nel discorso iniziale, Grato ricordò la missione in Africa, da lui sollecitata, dei funzionari imperiali Paolo e Macario, che tuttavia fu la causa di una sollevazione dei donatisti, durante la quale trovarono la morte diversi donatisti, tra cui il vescovo Donato di Bagai. Per questo motivo, nel suo discorso Grato richiamò la necessità dell'unità della Chiesa.
Grato intervenne direttamente nella formulazione e nella proposizione del canone 1, sul divieto di ribattezzare i donatisti; del canone 2, sulla correzione di certe devianze relative al culto dei martiri; dei canoni 3 e 4, che vietavano agli ecclesiastici e alle religiose, ai vedovi e alle vedove, di abitare assieme a uomini o donne straniere.
Non si conosce la data di morte di Grato, che certamente non era più vescovo di Cartagine nel 359. Secondo il Calendario cartaginese, morì il giorno terzo delle none di maggio, ossia il 5 maggio.